# Josef Šural
Josef Šural (Hustopeče, 30 mei 1990 – Alanya, 29 april 2019) was een Tsjechisch profvoetballer die als aanvaller speelde. Hij overleed op 29 april 2019 als gevolg van een auto-ongeluk.

## Clubcarrière
Šural begon bij Zbrojovka Brno en kwam in 2011 bij Slovan Liberec. Met Slovan werd hij in 2012 landskampioen en won hij in 2015 de beker. In 2016 ging hij naar Sparta Praag. Hij speelde vanaf begin 2019 ook nog negen wedstrijden voor Alanyaspor.

## Interlandcarrière
Šural debuteerde in 2013 in het Tsjechisch voetbalelftal. Hij maakte op 13 oktober 2015 zijn enige doelpunt, in een EK-kwalificatiewedstrijd in en tegen Nederland (3-2 overwinning). Šural maakte deel uit van de Tsjechische selectie op het Europees kampioenschap voetbal 2016.

## Erelijst
Slovan Liberec
- Gambrinus Liga 2011/12
- Pohár FAČR 2014/15